# Tom Pendergast
Thomas Joseph Pendergast (22 juillet 1872 - 26 janvier 1945), également connu sous le nom de T. J. Pendergast, était un homme politique américain qui a contrôlé Kansas City et le comté de Jackson, dans le Missouri, de 1925 à 1939.

## Biographie
À la mort de son frère aîné James Pendergast, Tom hérite de la Machine politique démocrate de Kansas City, dont il étend l'influence sur le Comté, puis sur tout le Missouri. Sa puissance est elle que la législature d'État est ironiquement surnommée la Case de l'Oncle Tom en référnce au roman éponyme de Harriet Beecher Stowe.
Pendergast n’a exercé que brièvement des fonctions électives, en tant qu’échevin, mais sa fonction de président du Parti démocrate du comté de Jackson lui a permis d’utiliser son vaste réseau de membres de sa famille et d’amis irlandais pour aider à l’élection de politiciens, dans certains cas par fraude électorale, et pour distribuer des contrats gouvernementaux et des emplois de favoritisme. Il est devenu riche dans le processus, mais son addiction aux jeux d’argent, en particulier aux courses de chevaux, a conduit plus tard à une importante accumulation de dettes personnelles.
En 1939, il a été reconnu coupable d’évasion fiscale et a purgé 15 mois dans une prison fédérale. L’organisation Pendergast a contribué à lancer la carrière politique du futur président Harry S. Truman, ce qui a amené les premiers ennemis de Truman à le surnommer « le sénateur de Pendergast ».